# Meingoth
Meingoth († 24. Mai 1219) war von etwa 1204 bis zu seiner Resignation 1212 Abt des Klosters Ebrach. Das Kloster Ebrach ist ein Kloster der Zisterzienser.

## Leben
Über die Kindheit und Jugend des späteren Abtes schweigen die Quellen. Ebenso wird die Herkunft, Geburtsort oder Familienzugehörigkeit, des Meingoth nicht erwähnt. Er wurde als Abt von Ebrach erstmals 1204 genannt und ist noch als Prälat 1212 nachgewiesen. Wahrscheinlich resignierte Meingoth noch 1212 auf die Abtei. Gesichert ist dann wiederum das Sterbedatum des Abtes: Meingoth starb am 24. Mai 1219.